# Domestic Substances List
Die Domestic Substances List (DSL) ist die kanadische Entsprechung der Europäischen Altstoffliste EINECS (European Inventory of Existing Chemical Substances) und der Neustoffliste ELINCS (European List of Notified Chemical Substances).
Die legale Basis dieser Liste bildet der Canadian Environmental Protection Act von 1999, Abschnitt 66 Punkt (1).